# Liga Światowa w Piłce Siatkowej 2001
Liga Światowa w Piłce Siatkowej 2001 (ang. 2001 FIVB Volleyball World League) – 12. edycja międzynarodowego turnieju siatkarskiego zorganizowanego przez Międzynarodową Federację Piłki Siatkowej (FIVB) dla 16 narodowych reprezentacji.
Rywalizacja składała się z dwóch faz: fazy interkontynentalnej oraz turnieju finałowego. Faza interkontynentalna trwała od 11 maja do 17 czerwca. Turniej finałowy rozegrany został w dniach 25-30 czerwca w katowickim Spodku.
Zwycięzcą Ligi Światowej 2001 została po raz drugi reprezentacja Brazylii, która w finale pokonała reprezentację Włoch. Brązowy medal zdobyła reprezentacja Rosji.
W rozgrywkach zadebiutowała Wenezuela. Po raz pierwszy w turnieju finałowym brały udział Francja oraz Polska.

## System rozgrywek

### Faza interkontynentalna
16 reprezentacji podzielonych zostało na cztery grupy (A, B, C i D). W ciągu sześciu tygodni w każdej grupie drużyny rozegrały między sobą po cztery spotkania (dwa jako gospodarz i dwa jako gość). W sumie w ramach fazy interkontynentalnej odbyło się 96 spotkań.
Awans do turnieju finałowego uzyskali:
- zwycięzcy poszczególnych grup oraz drużyny, które zajęły drugie miejsce w swoich grupach (o ile gospodarz turnieju finałowego znalazł się wśród tych ośmiu zespołów);
- zwycięzcy poszczególnych grup oraz trzy najwyżej sklasyfikowane drużyny z drugich miejsc (jeżeli gospodarz zajął niższe niż drugie miejsce w swojej grupie).

### Turniej finałowy
8 drużyn, które zaklasyfikowały się do turnieju finałowego, podzielone zostały na dwie grupy (E i F) według systemu serpentyny.
Do półfinałów awans uzyskały po dwie najlepsze drużyny z poszczególnych grup. Pary półfinałowe ustalone zostały według klucza:
- E1 – F2;
- E2 – F1.

Zwycięzcy półfinałów zagrali o zwycięstwo w całych rozgrywkach, natomiast przegrani - o brązowy medal.

## Uczestnicy
| Grupa A                            | Grupa B                       | Grupa C                            | Grupa D                                    |
| ---------------------------------- | ----------------------------- | ---------------------------------- | ------------------------------------------ |
| Argentyna Hiszpania Francja Włochy | Grecja Polska Rosja Wenezuela | Kuba Jugosławia Japonia Portugalia | Niemcy Brazylia Stany Zjednoczone Holandia |

## Faza interkontynentalna
Wszystkie godziny według czasu lokalnego.

### Grupa A
Tabela
| Lp. | Drużyna   | Pkt | Mecze | Mecze | Mecze | Sety | Sety | Sety  | Małe punkty | Małe punkty | Małe punkty |
| Lp. | Drużyna   | Pkt | M     | W     | P     | wyg. | prz. | ratio | zdob.       | str.        | ratio       |
| --- | --------- | --- | ----- | ----- | ----- | ---- | ---- | ----- | ----------- | ----------- | ----------- |
| 1   | Włochy    | 21  | 12    | 9     | 3     | 30   | 15   | 2.000 | 1059        | 972         | 1.090       |
| 2   | Francja   | 20  | 12    | 8     | 4     | 27   | 21   | 1.286 | 1117        | 1074        | 1.040       |
| 3   | Hiszpania | 17  | 12    | 5     | 7     | 23   | 28   | 0.821 | 1109        | 1148        | 0.966       |
| 4   | Argentyna | 14  | 12    | 2     | 10    | 16   | 32   | 0.500 | 1067        | 1158        | 0.921       |

Źródło: fivb.org
Punktacja: zwycięstwo – 2 pkt; porażka – 1 pkt
Zasady ustalania kolejności: 1. liczba punktów; 2. stosunek setów; 3. stosunek małych punktów; 4. bilans w bezpośrednich meczach
     Awans do turnieju finałowego
Wyniki spotkań
| 1. KOLEJKA |
| ---------- |

Miejsce spotkań: Palasport Fondo Patti, Palermo (11 maja), Palasport Giacomo Del Mauro, Avellino (13 maja) / Polideportivo Pisuerga, Valladolid (11 maja), Palacio de los Deportes, León (13 maja)
| Data       | Godz. | Drużyna 1 | Wynik | Drużyna 2 | 1     | 2     | 3     | 4     | 5     | Razem   | Czas | Widzów | *    |
| ---------- | ----- | --------- | ----- | --------- | ----- | ----- | ----- | ----- | ----- | ------- | ---- | ------ | ---- |
| 11.05.2001 | 19:00 | Włochy    | 3:0   | Argentyna | 25:18 | 25:19 | 25:18 |       |       | 75:55   | 1:15 | 3800   | opis |
| 13.05.2001 | 18:00 | Włochy    | 3:0   | Argentyna | 25:14 | 25:22 | 25:21 |       |       | 75:57   | 1:16 | 5100   | opis |
|            |       |           |       |           |       |       |       |       |       |         |      |        |      |
| 11.05.2001 | 20:00 | Hiszpania | 0:3   | Francja   | 16:25 | 20:25 | 20:25 |       |       | 56:75   | 1:27 | 2500   | opis |
| 13.05.2001 | 12:00 | Hiszpania | 2:3   | Francja   | 22:25 | 25:20 | 19:25 | 25:23 | 11:15 | 102:108 | 2:01 | 4330   | opis |

| 2. KOLEJKA |
| ---------- |

Miejsce spotkań: Palacio de Deportes, Gijón / Palais des Sports Pierre Mendès, Grenoble (18 maja), Palais des Sports de Gerland, Lyon (19 maja)
| Data       | Godz. | Drużyna 1 | Wynik | Drużyna 2 | 1     | 2     | 3     | 4     | 5     | Razem   | Czas | Widzów | *    |
| ---------- | ----- | --------- | ----- | --------- | ----- | ----- | ----- | ----- | ----- | ------- | ---- | ------ | ---- |
| 18.05.2001 | 20:00 | Hiszpania | 3:0   | Włochy    | 25:23 | 25:17 | 26:24 |       |       | 76:64   | 1:24 | 4900   | opis |
| 20.05.2001 | 16:30 | Hiszpania | 2:3   | Włochy    | 29:27 | 24:26 | 17:25 | 25:23 | 10:15 | 105:116 | 2:14 | 5050   | opis |
|            |       |           |       |           |       |       |       |       |       |         |      |        |      |
| 18.05.2001 | 20:30 | Francja   | 3:1   | Argentyna | 21:25 | 27:25 | 25:19 | 25:20 |       | 98:89   | 1:54 | 7180   | opis |
| 19.05.2001 | 20:30 | Francja   | 1:3   | Argentyna | 25:27 | 25:23 | 22:25 | 22:25 |       | 94:100  | 2:00 | 3950   | opis |

| 3. KOLEJKA |
| ---------- |

Miejsce spotkań: Estadio Polideportivo Islas Malvinas, Mar del Plata / PalaTricalle, Chieti (25 maja), PalaRossini, Ankona (27 maja)
| Data       | Godz. | Drużyna 1 | Wynik | Drużyna 2 | 1     | 2     | 3     | 4     | 5     | Razem   | Czas | Widzów | * |
| ---------- | ----- | --------- | ----- | --------- | ----- | ----- | ----- | ----- | ----- | ------- | ---- | ------ | - |
| 25.05.2001 | 19:10 | Argentyna | 1:3   | Francja   | 22:25 | 26:24 | 28:30 | 22:25 |       | 98:104  | 2:01 | 6190   |   |
| 26.05.2001 | 19:10 | Argentyna | 3:1   | Francja   | 25:20 | 20:25 | 25:22 | 26:24 |       | 96:91   | 2:00 | 5800   |   |
|            |       |           |       |           |       |       |       |       |       |         |      |        |   |
| 25.05.2001 | 18:30 | Włochy    | 3:2   | Hiszpania | 25:22 | 27:25 | 17:25 | 23:25 | 15:11 | 107:108 | 2:15 | 4350   |   |
| 27.05.2001 | 18:30 | Włochy    | 3:0   | Hiszpania | 25:15 | 25:20 | 25:20 |       |       | 75:55   | 1:15 | 4100   |   |

| 4. KOLEJKA |
| ---------- |

Miejsce spotkań: PalaRaschi, Parma (1 czerwca), PalaSpezia, La Spezia (3 czerwca) / Estadio Luna Park, Buenos Aires
| Data       | Godz. | Drużyna 1 | Wynik | Drużyna 2 | 1     | 2     | 3     | 4     | 5     | Razem   | Czas | Widzów | *    |
| ---------- | ----- | --------- | ----- | --------- | ----- | ----- | ----- | ----- | ----- | ------- | ---- | ------ | ---- |
| 01.06.2001 | 20:00 | Włochy    | 1:3   | Francja   | 30:28 | 20:25 | 20:25 | 19:25 |       | 89:103  | 1:51 | 4650   | opis |
| 03.06.2001 | 18:30 | Włochy    | 3:0   | Francja   | 25:20 | 25:22 | 25:18 |       |       | 75:60   | 1:19 | 4050   | opis |
|            |       |           |       |           |       |       |       |       |       |         |      |        |      |
| 02.06.2001 | 18:15 | Argentyna | 1:3   | Hiszpania | 19:25 | 23:25 | 25:21 | 22:25 |       | 89:96   | 2:02 | 9880   | opis |
| 03.06.2001 | 18:30 | Argentyna | 2:3   | Hiszpania | 23:25 | 21:25 | 25:22 | 28:26 | 12:15 | 109:113 | 2:17 | 8650   | opis |

| 5. KOLEJKA |
| ---------- |

Miejsce spotkań: Le Liberté, Rennes / Estadio Cubierto Claudio Newell, Rosario
| Data       | Godz. | Drużyna 1 | Wynik | Drużyna 2 | 1     | 2     | 3     | 4     | 5 | Razem  | Czas | Widzów | *    |
| ---------- | ----- | --------- | ----- | --------- | ----- | ----- | ----- | ----- | - | ------ | ---- | ------ | ---- |
| 08.06.2001 | 20:30 | Francja   | 3:1   | Hiszpania | 29:27 | 25:22 | 19:25 | 25:22 |   | 98:96  | 1:52 | 4532   | opis |
| 09.06.2001 | 20:30 | Francja   | 3:1   | Hiszpania | 25:20 | 23:25 | 25:17 | 25:17 |   | 98:79  | 1:44 | 4540   | opis |
|            |       |           |       |           |       |       |       |       |   |        |      |        |      |
| 09.06.2001 | 18:15 | Argentyna | 0:3   | Włochy    | 25:27 | 29:31 | 14:25 |       |   | 68:83  | 1:35 | 9500   | opis |
| 10.06.2001 | 18:15 | Argentyna | 1:3   | Włochy    | 24:26 | 32:30 | 21:25 | 20:25 |   | 97:106 | 2:06 | 9550   | opis |

| 6. KOLEJKA |
| ---------- |

Miejsce spotkań: Palacio de los Deportes, Malaga (15 czerwca), Pabellón de Deportes Infanta Cristina, Roquetas de Mar (17 czerwca) / Palais omnisports de Paris-Bercy, Paryż (15 czerwca), Palais des Sports, Orlean (16 czerwca)
| Data       | Godz. | Drużyna 1 | Wynik | Drużyna 2 | 1     | 2     | 3     | 4     | 5     | Razem   | Czas | Widzów | *    |
| ---------- | ----- | --------- | ----- | --------- | ----- | ----- | ----- | ----- | ----- | ------- | ---- | ------ | ---- |
| 15.06.2001 | 20:00 | Hiszpania | 3:2   | Argentyna | 25:18 | 22:25 | 25:21 | 28:30 | 15:12 | 115:106 | 2:07 | 3750   |      |
| 17.06.2001 | 12:00 | Hiszpania | 3:2   | Argentyna | 25:21 | 25:20 | 22:25 | 21:25 | 15:12 | 108:103 | 2:11 | 3200   | opis |
|            |       |           |       |           |       |       |       |       |       |         |      |        |      |
| 15.06.2001 | 20:30 | Francja   | 1:3   | Włochy    | 21:25 | 25:19 | 20:25 | 19:25 |       | 85:94   | 1:39 | 9110   |      |
| 16.06.2001 | 20:30 | Francja   | 3:2   | Włochy    | 25:20 | 19:25 | 19:25 | 25:21 | 15:9  | 103:100 | 2:10 | 2530   | opis |

### Grupa B
Tabela
| Lp. | Drużyna   | Pkt | Mecze | Mecze | Mecze | Sety | Sety | Sety  | Małe punkty | Małe punkty | Małe punkty |
| Lp. | Drużyna   | Pkt | M     | W     | P     | wyg. | prz. | ratio | zdob.       | str.        | ratio       |
| --- | --------- | --- | ----- | ----- | ----- | ---- | ---- | ----- | ----------- | ----------- | ----------- |
| 1   | Rosja     | 20  | 12    | 8     | 4     | 28   | 14   | 2.000 | 1009        | 861         | 1.172       |
| 2   | Polska    | 19  | 12    | 7     | 5     | 25   | 22   | 1.136 | 1073        | 1062        | 1.010       |
| 3   | Grecja    | 18  | 12    | 6     | 6     | 24   | 25   | 0.960 | 1123        | 1119        | 1.004       |
| 4   | Wenezuela | 15  | 12    | 3     | 9     | 16   | 32   | 0.500 | 978         | 1141        | 0.857       |

Źródło: fivb.org
Punktacja: zwycięstwo – 2 pkt; porażka – 1 pkt
Zasady ustalania kolejności: 1. liczba punktów; 2. stosunek setów; 3. stosunek małych punktów; 4. bilans w bezpośrednich meczach
     Awans do turnieju finałowego
     Gospodarz turnieju finałowego
Wyniki spotkań
| 1. KOLEJKA |
| ---------- |

Miejsce spotkań: Pałac Sportu "Dinamo", Moskwa / Hala Torwar, Warszawa
| Data       | Godz. | Drużyna 1 | Wynik | Drużyna 2 | 1     | 2     | 3     | 4     | 5     | Razem   | Czas | Widzów | *    |
| ---------- | ----- | --------- | ----- | --------- | ----- | ----- | ----- | ----- | ----- | ------- | ---- | ------ | ---- |
| 11.05.2001 | 18:00 | Rosja     | 3:0   | Wenezuela | 25:20 | 25:13 | 25:19 |       |       | 75:52   | 1:10 | 4110   | opis |
| 12.05.2001 | 16:00 | Rosja     | 3:0   | Wenezuela | 25:17 | 25:18 | 25:21 |       |       | 75:56   | 1:10 | 4150   | opis |
|            |       |           |       |           |       |       |       |       |       |         |      |        |      |
| 11.05.2001 | 20:20 | Polska    | 3:0   | Grecja    | 25:21 | 25:22 | 25:21 |       |       | 75:64   | 1:36 | 4800   | opis |
| 12.05.2001 | 17:15 | Polska    | 2:3   | Grecja    | 25:23 | 26:28 | 22:25 | 27:25 | 15:17 | 115:118 | 2:25 | 4650   | opis |

| 2. KOLEJKA |
| ---------- |

Miejsce spotkań: Hala Stulecia, Wrocław / Arena Pokoju i Przyjaźni, Pireus
| Data       | Godz. | Drużyna 1 | Wynik | Drużyna 2 | 1     | 2     | 3     | 4     | 5 | Razem | Czas | Widzów | *    |
| ---------- | ----- | --------- | ----- | --------- | ----- | ----- | ----- | ----- | - | ----- | ---- | ------ | ---- |
| 18.05.2001 | 20:00 | Polska    | 1:3   | Wenezuela | 19:25 | 25:15 | 24:26 | 24:26 |   | 92:92 | 1:50 | 5800   | opis |
| 19.05.2001 | 17:15 | Polska    | 3:0   | Wenezuela | 25:20 | 25:19 | 25:22 |       |   | 75:61 | 1:18 | 5000   | opis |
|            |       |           |       |           |       |       |       |       |   |       |      |        |      |
| 18.05.2001 | 21:00 | Grecja    | 3:1   | Rosja     | 25:18 | 27:25 | 22:25 | 25:20 |   | 99:88 | 2:00 | 5150   | opis |
| 19.05.2001 | 19:30 | Grecja    | 3:0   | Rosja     | 25:23 | 26:24 | 25:21 |       |   | 76:68 | 1:33 | 5950   | opis |

| 3. KOLEJKA |
| ---------- |

Miejsce spotkań: Hala Sportowa MOSiR, Łódź / Domo de Cabimas, Cabimas (25 maja), Domo Bolivariano, Barquisimeto (27 maja)
| Data       | Godz. | Drużyna 1 | Wynik | Drużyna 2 | 1     | 2     | 3     | 4     | 5    | Razem   | Czas | Widzów | * |
| ---------- | ----- | --------- | ----- | --------- | ----- | ----- | ----- | ----- | ---- | ------- | ---- | ------ | - |
| 25.05.2001 | 20:30 | Polska    | 1:3   | Rosja     | 33:31 | 23:25 | 21:25 | 23:25 |      | 100:106 | 2:07 | 9565   |   |
| 26.05.2001 | 17:15 | Polska    | 0:3   | Rosja     | 23:25 | 22:25 | 19:25 |       |      | 64:75   | 1:31 | 9590   |   |
|            |       |           |       |           |       |       |       |       |      |         |      |        |   |
| 25.05.2001 | 20:10 | Wenezuela | 1:3   | Grecja    | 19:25 | 17:25 | 25:20 | 19:25 |      | 80:95   | 1:52 | 10000  |   |
| 27.05.2001 | 19:00 | Wenezuela | 2:3   | Grecja    | 18:25 | 26:24 | 26:24 | 21:25 | 8:15 | 99:113  | 2:15 | 9500   |   |

| 4. KOLEJKA |
| ---------- |

Miejsce spotkań: Hala sportowa "Kosmos", Biełgorod / Domo de Cabimas, Cabimas (1 czerwca), Domo Bolivariano, Barquisimeto (3 czerwca)
| Data       | Godz. | Drużyna 1 | Wynik | Drużyna 2 | 1     | 2     | 3     | 4     | 5     | Razem   | Czas | Widzów | *    |
| ---------- | ----- | --------- | ----- | --------- | ----- | ----- | ----- | ----- | ----- | ------- | ---- | ------ | ---- |
| 01.06.2001 | 18:00 | Rosja     | 1:3   | Grecja    | 22:25 | 23:25 | 25:21 | 23:25 |       | 93:96   | 1:39 | 5004   | opis |
| 02.06.2001 | 16:00 | Rosja     | 3:1   | Grecja    | 25:18 | 25:21 | 22:25 | 25:13 |       | 97:77   | 1:32 | 4370   | opis |
|            |       |           |       |           |       |       |       |       |       |         |      |        |      |
| 01.06.2001 | 20:00 | Wenezuela | 2:3   | Polska    | 20:25 | 20:25 | 25:22 | 25:23 | 12:15 | 102:110 | 2:07 | 11800  | opis |
| 03.06.2001 | 19:00 | Wenezuela | 2:3   | Polska    | 23:25 | 20:25 | 25:23 | 32:30 | 14:16 | 114:119 | 2:11 | 11170  | opis |

| 5. KOLEJKA |
| ---------- |

Miejsce spotkań: Domo de Cabimas, Cabimas (8 czerwca), Domo Bolivariano, Barquisimeto (10 czerwca) / Aleksandrio Melatron Nikos Galis Sala, Saloniki
| Data       | Godz. | Drużyna 1 | Wynik | Drużyna 2 | 1     | 2     | 3     | 4     | 5 | Razem | Czas | Widzów | *    |
| ---------- | ----- | --------- | ----- | --------- | ----- | ----- | ----- | ----- | - | ----- | ---- | ------ | ---- |
| 08.06.2001 | 20:00 | Wenezuela | 0:3   | Rosja     | 14:25 | 21:25 | 13:25 |       |   | 48:75 | 1:19 | 11800  | opis |
| 10.06.2001 | 19:00 | Wenezuela | 0:3   | Rosja     | 11:25 | 18:25 | 13:25 |       |   | 42:75 | 1:10 | 7625   | opis |
|            |       |           |       |           |       |       |       |       |   |       |      |        |      |
| 08.06.2001 | 21:00 | Grecja    | 0:3   | Polska    | 18:25 | 19:25 | 19:25 |       |   | 56:75 | 1:13 | 5400   | opis |
| 09.06.2001 | 19:30 | Grecja    | 1:3   | Polska    | 21:25 | 25:21 | 22:25 | 24:26 |   | 92:97 | 1:47 | 4100   | opis |

| 6. KOLEJKA |
| ---------- |

Miejsce spotkań: Kompleks sportowy Jubilejnyj, Petersburg / Hala sportowa "Dimitrios Tofalos", Patras
| Data       | Godz. | Drużyna 1 | Wynik | Drużyna 2 | 1     | 2     | 3     | 4     | 5     | Razem   | Czas | Widzów | * |
| ---------- | ----- | --------- | ----- | --------- | ----- | ----- | ----- | ----- | ----- | ------- | ---- | ------ | - |
| 15.06.2001 | 18:00 | Rosja     | 3:0   | Polska    | 25:19 | 25:14 | 25:19 |       |       | 75:52   | 1:06 | 4530   |   |
| 16.06.2001 | 16:00 | Rosja     | 2:3   | Polska    | 25:11 | 20:25 | 25:22 | 23:25 | 14:16 | 107:99  | 1:55 | 4220   |   |
|            |       |           |       |           |       |       |       |       |       |         |      |        |   |
| 15.06.2001 | 21:00 | Grecja    | 2:3   | Wenezuela | 31:29 | 25:19 | 23:25 | 32:34 | 12:15 | 123:122 | 2:25 | 5100   |   |
| 16.06.2001 | 21:00 | Grecja    | 2:3   | Wenezuela | 23:25 | 23:25 | 25:20 | 25:20 | 18:20 | 114:110 | 2:14 | 3650   |   |

### Grupa C
Tabela
| Lp. | Drużyna    | Pkt | Mecze | Mecze | Mecze | Sety | Sety | Sety  | Małe punkty | Małe punkty | Małe punkty |
| Lp. | Drużyna    | Pkt | M     | W     | P     | wyg. | prz. | ratio | zdob.       | str.        | ratio       |
| --- | ---------- | --- | ----- | ----- | ----- | ---- | ---- | ----- | ----------- | ----------- | ----------- |
| 1   | Kuba       | 22  | 12    | 10    | 2     | 32   | 10   | 3.200 | 1028        | 897         | 1.146       |
| 2   | Jugosławia | 22  | 12    | 10    | 2     | 31   | 11   | 2.818 | 1026        | 863         | 1.189       |
| 3   | Japonia    | 15  | 12    | 3     | 9     | 15   | 28   | 0.536 | 941         | 1022        | 0.921       |
| 4   | Portugalia | 13  | 12    | 1     | 11    | 5    | 34   | 0.147 | 761         | 974         | 0.781       |

Źródło: fivb.org
Punktacja: zwycięstwo – 2 pkt; porażka – 1 pkt
Zasady ustalania kolejności: 1. liczba punktów; 2. stosunek setów; 3. stosunek małych punktów; 4. bilans w bezpośrednich meczach
     Awans do turnieju finałowego
Wyniki spotkań
| 1. KOLEJKA |
| ---------- |

Miejsce spotkań: Coliseo de la Ciudad Deportiva, Hawana / Matsumoto Gymnasium, Matsumoto
| Data       | Godz. | Drużyna 1 | Wynik | Drużyna 2  | 1     | 2     | 3     | 4     | 5 | Razem  | Czas | Widzów | *    |
| ---------- | ----- | --------- | ----- | ---------- | ----- | ----- | ----- | ----- | - | ------ | ---- | ------ | ---- |
| 11.05.2001 | 20:40 | Kuba      | 3:0   | Portugalia | 25:15 | 25:21 | 25:23 |       |   | 75:59  | 1:12 | 17400  | opis |
| 12.05.2001 | 20:40 | Kuba      | 3:0   | Portugalia | 25:20 | 25:16 | 25:18 |       |   | 75:54  | 1:11 | 15100  | opis |
|            |       |           |       |            |       |       |       |       |   |        |      |        |      |
| 12.05.2001 | 15:00 | Japonia   | 0:3   | Jugosławia | 17:25 | 22:25 | 24:26 |       |   | 63:76  | 1:10 | 6360   | opis |
| 13.05.2001 | 13:00 | Japonia   | 1:3   | Jugosławia | 27:25 | 19:25 | 23:25 | 16:25 |   | 85:100 | 1:40 | 6410   | opis |

| 2. KOLEJKA |
| ---------- |

Miejsce spotkań: Coliseo de la Ciudad Deportiva, Hawana / Pavilhão Desportivo Municipal, Póvoa de Varzim
| Data       | Godz. | Drużyna 1  | Wynik | Drużyna 2  | 1     | 2     | 3     | 4     | 5 | Razem | Czas | Widzów | *    |
| ---------- | ----- | ---------- | ----- | ---------- | ----- | ----- | ----- | ----- | - | ----- | ---- | ------ | ---- |
| 18.05.2000 | 20:40 | Kuba       | 3:0   | Japonia    | 25:20 | 25:21 | 25:14 |       |   | 75:55 | 1:10 | 16054  | opis |
| 19.05.2000 | 20:40 | Kuba       | 3:1   | Japonia    | 25:17 | 25:17 | 24:26 | 25:23 |   | 99:83 | 1:42 | 12800  | opis |
|            |       |            |       |            |       |       |       |       |   |       |      |        |      |
| 19.05.2000 | 15:00 | Portugalia | 0:3   | Jugosławia | 21:25 | 14:25 | 25:27 |       |   | 60:77 | 1:13 | 2210   | opis |
| 20.05.2000 | 15:00 | Portugalia | 0:3   | Jugosławia | 14:25 | 15:25 | 16:25 |       |   | 45:75 | 1:10 | 1280   | opis |

| 3. KOLEJKA |
| ---------- |

Miejsce spotkań: Coliseo de la Ciudad Deportiva, Hawana / Nave Polivalente, Espinho
| Data       | Godz. | Drużyna 1  | Wynik | Drużyna 2  | 1     | 2     | 3     | 4     | 5 | Razem   | Czas | Widzów | * |
| ---------- | ----- | ---------- | ----- | ---------- | ----- | ----- | ----- | ----- | - | ------- | ---- | ------ | - |
| 25.05.2001 | 20:40 | Kuba       | 3:1   | Jugosławia | 25:20 | 25:23 | 33:35 | 25:23 |   | 108:101 | 1:51 | 18960  |   |
| 26.05.2001 | 20:40 | Kuba       | 3:0   | Jugosławia | 25:21 | 26:24 | 25:19 |       |   | 76:64   | 1:20 | 18000  |   |
|            |       |            |       |            |       |       |       |       |   |         |      |        |   |
| 26.05.2001 | 17:30 | Portugalia | 0:3   | Japonia    | 16:25 | 23:25 | 20:25 |       |   | 59:75   | 1:16 | 1800   |   |
| 27.05.2001 | 15:00 | Portugalia | 3:1   | Japonia    | 26:24 | 21:25 | 29:27 | 25:23 |   | 101:99  | 1:52 | 800    |   |

| 4. KOLEJKA |
| ---------- |

Miejsce spotkań: SPC "Wojwodina", Nowy Sad (1 czerwca), Sportski centar Morača, Podgorica (3 czerwca) / Green Arena, Hiroszima
| Data       | Godz. | Drużyna 1  | Wynik | Drużyna 2  | 1     | 2     | 3     | 4     | 5 | Razem  | Czas | Widzów | *    |
| ---------- | ----- | ---------- | ----- | ---------- | ----- | ----- | ----- | ----- | - | ------ | ---- | ------ | ---- |
| 01.06.2001 | 20:15 | Jugosławia | 3:0   | Portugalia | 25:11 | 25:21 | 25:15 |       |   | 75:47  | 1:02 | 6110   | opis |
| 03.06.2001 | 20:15 | Jugosławia | 3:0   | Portugalia | 25:15 | 25:12 | 25:18 |       |   | 75:45  | 1:07 | 4170   | opis |
|            |       |            |       |            |       |       |       |       |   |        |      |        |      |
| 02.06.2001 | 16:00 | Japonia    | 0:3   | Kuba       | 19:25 | 15:25 | 23:25 |       |   | 57:75  | 1:12 | 4210   | opis |
| 03.06.2001 | 13:00 | Japonia    | 1:3   | Kuba       | 25:22 | 25:27 | 24:26 | 13:25 |   | 87:100 | 1:48 | 5740   | opis |

| 5. KOLEJKA |
| ---------- |

Miejsce spotkań: Sportski centar Morača, Podgorica (8 czerwca), Hala Pionir, Belgrad (10 czerwca) / Complexo Municipal dos Desportos, Almada
| Data       | Godz. | Drużyna 1  | Wynik | Drużyna 2 | 1     | 2     | 3     | 4     | 5     | Razem   | Czas | Widzów | *    |
| ---------- | ----- | ---------- | ----- | --------- | ----- | ----- | ----- | ----- | ----- | ------- | ---- | ------ | ---- |
| 08.06.2001 | 20:15 | Jugosławia | 3:2   | Japonia   | 25:18 | 25:18 | 27:29 | 23:25 | 15:10 | 115:100 | 1:56 | 5150   | opis |
| 10.06.2001 | 20:15 | Jugosławia | 3:0   | Japonia   | 25:23 | 25:16 | 25:22 |       |       | 75:61   | 1:13 | 4236   | opis |
|            |       |            |       |           |       |       |       |       |       |         |      |        |      |
| 09.06.2001 | 15:10 | Portugalia | 1:3   | Kuba      | 25:18 | 17:25 | 18:25 | 25:27 |       | 85:95   | 1:57 | 4310   | opis |
| 10.06.2001 | 16:00 | Portugalia | 0:3   | Kuba      | 25:27 | 17:25 | 17:25 |       |       | 59:77   | 1:26 | 4200   | opis |

| 6. KOLEJKA |
| ---------- |

Miejsce spotkań: SPC "Wojwodina", Nowy Sad (15 czerwca), Hala Pionir, Belgrad (16 czerwca) / Tokyo Metropolitan Gymnasium, Tokio
| Data       | Godz. | Drużyna 1  | Wynik | Drużyna 2  | 1     | 2     | 3     | 4     | 5 | Razem  | Czas | Widzów | *    |
| ---------- | ----- | ---------- | ----- | ---------- | ----- | ----- | ----- | ----- | - | ------ | ---- | ------ | ---- |
| 15.06.2001 | 20:15 | Jugosławia | 3:1   | Kuba       | 25:16 | 21:25 | 25:20 | 25:22 |   | 96:83  | 1:43 | 9800   |      |
| 16.06.2001 | 20:15 | Jugosławia | 3:1   | Kuba       | 22:25 | 25:20 | 25:22 | 25:23 |   | 97:90  | 1:44 | 6850   | opis |
|            |       |            |       |            |       |       |       |       |   |        |      |        |      |
| 16.06.2001 | 15:00 | Japonia    | 3:1   | Portugalia | 27:25 | 26:24 | 23:25 | 25:20 |   | 101:94 | 1:52 | 5310   |      |
| 17.06.2001 | 14:00 | Japonia    | 3:0   | Portugalia | 25:23 | 25:18 | 25:12 |       |   | 75:53  | 1:14 | 6100   |      |

### Grupa D
Tabela
| Lp. | Drużyna           | Pkt | Mecze | Mecze | Mecze | Sety | Sety | Sety  | Małe punkty | Małe punkty | Małe punkty |
| Lp. | Drużyna           | Pkt | M     | W     | P     | wyg. | prz. | ratio | zdob.       | str.        | ratio       |
| --- | ----------------- | --- | ----- | ----- | ----- | ---- | ---- | ----- | ----------- | ----------- | ----------- |
| 1   | Brazylia          | 23  | 12    | 11    | 1     | 35   | 11   | 3.182 | 1086        | 894         | 1.215       |
| 2   | Holandia          | 19  | 12    | 7     | 5     | 28   | 22   | 1.273 | 1115        | 1106        | 1.008       |
| 3   | Stany Zjednoczone | 18  | 12    | 6     | 6     | 20   | 25   | 0.800 | 996         | 1048        | 0.950       |
| 4   | Niemcy            | 12  | 12    | 0     | 12    | 11   | 36   | 0.306 | 985         | 1134        | 0.869       |

Źródło: fivb.org
Punktacja: zwycięstwo – 2 pkt; porażka – 1 pkt
Zasady ustalania kolejności: 1. liczba punktów; 2. stosunek setów; 3. stosunek małych punktów; 4. bilans w bezpośrednich meczach
     Awans do turnieju finałowego
Wyniki spotkań
| 1. KOLEJKA |
| ---------- |

Miejsce spotkań: MartiniPlaza, Groningen / Uni-Halle, Wuppertal
| Data       | Godz. | Drużyna 1 | Wynik | Drużyna 2         | 1     | 2     | 3     | 4     | 5     | Razem   | Czas | Widzów | *    |
| ---------- | ----- | --------- | ----- | ----------------- | ----- | ----- | ----- | ----- | ----- | ------- | ---- | ------ | ---- |
| 11.05.2001 | 20:00 | Holandia  | 2:3   | Brazylia          | 16:25 | 25:22 | 25:22 | 14:25 | 12:15 | 92:109  | 2:00 | 4100   | opis |
| 13.05.2001 | 14:30 | Holandia  | 1:3   | Brazylia          | 21:25 | 25:22 | 17:25 | 20:25 |       | 83:97   | 1:40 | 3220   | opis |
|            |       |           |       |                   |       |       |       |       |       |         |      |        |      |
| 12.05.2001 | 15:00 | Niemcy    | 1:3   | Stany Zjednoczone | 34:36 | 26:28 | 25:20 | 21:25 |       | 106:109 | 2:09 | 1400   | opis |
| 13.05.2001 | 11:00 | Niemcy    | 0:3   | Stany Zjednoczone | 23:25 | 22:25 | 10:25 |       |       | 55:75   | 1:12 | 790    | opis |

| 2. KOLEJKA |
| ---------- |

Miejsce spotkań: Broadmoor World Arena, Colorado Springs / Horst-Korber-Sportzentrum, Berlin
| Data       | Godz. | Drużyna 1         | Wynik | Drużyna 2 | 1     | 2     | 3     | 4     | 5     | Razem   | Czas | Widzów | *    |
| ---------- | ----- | ----------------- | ----- | --------- | ----- | ----- | ----- | ----- | ----- | ------- | ---- | ------ | ---- |
| 19.05.2001 | 19:00 | Stany Zjednoczone | 3:2   | Holandia  | 25:21 | 23:25 | 20:25 | 26:24 | 24:22 | 118:117 | 1:59 | 1400   | opis |
| 20.05.2001 | 19:00 | Stany Zjednoczone | 1:3   | Holandia  | 23:25 | 25:19 | 22:25 | 20:25 |       | 90:94   | 1:25 | 1068   | opis |
|            |       |                   |       |           |       |       |       |       |       |         |      |        |      |
| 19.05.2001 | 14:00 | Niemcy            | 1:3   | Brazylia  | 21:25 | 14:25 | 25:22 | 22:25 |       | 82:97   | 1:49 | 2500   | opis |
| 20.05.2001 | 11:00 | Niemcy            | 1:3   | Brazylia  | 14:25 | 25:19 | 23:25 | 24:26 |       | 86:95   | 1:44 | 2300   | opis |

| 3. KOLEJKA |
| ---------- |

Miejsce spotkań: Indoor-Sportcentrum, Eindhoven / Broadmoor World Arena, Colorado Springs
| Data       | Godz. | Drużyna 1         | Wynik | Drużyna 2 | 1     | 2     | 3     | 4     | 5     | Razem   | Czas | Widzów | * |
| ---------- | ----- | ----------------- | ----- | --------- | ----- | ----- | ----- | ----- | ----- | ------- | ---- | ------ | - |
| 25.05.2001 | 20:00 | Holandia          | 3:1   | Niemcy    | 25:15 | 16:25 | 25:22 | 25:21 |       | 91:83   | 1:32 | 1445   |   |
| 27.05.2001 | 14:30 | Holandia          | 3:2   | Niemcy    | 25:22 | 25:16 | 20:25 | 26:28 | 15:10 | 111:101 | 1:58 | 1765   |   |
|            |       |                   |       |           |       |       |       |       |       |         |      |        |   |
| 26.05.2001 | 19:00 | Stany Zjednoczone | 0:3   | Brazylia  | 22:25 | 12:25 | 15:25 |       |       | 49:75   | 1:24 | 2629   |   |
| 27.05.2001 | 19:00 | Stany Zjednoczone | 3:2   | Brazylia  | 13:25 | 20:25 | 27:25 | 25:22 | 15:13 | 100:110 | 2:15 | 2275   |   |

| 4. KOLEJKA |
| ---------- |

Miejsce spotkań: Mineirinho, Belo Horizonte / Sachsen-Arena, Riesa
| Data       | Godz. | Drużyna 1 | Wynik | Drużyna 2         | 1     | 2     | 3     | 4     | 5 | Razem  | Czas | Widzów | *    |
| ---------- | ----- | --------- | ----- | ----------------- | ----- | ----- | ----- | ----- | - | ------ | ---- | ------ | ---- |
| 02.06.2001 | 9:00  | Brazylia  | 3:0   | Stany Zjednoczone | 25:19 | 25:11 | 25:19 |       |   | 75:49  | 1:15 | 8562   | opis |
| 03.06.2001 | 10:00 | Brazylia  | 3:0   | Stany Zjednoczone | 25:22 | 25:23 | 25:23 |       |   | 75:68  | 1:30 | 15102  | opis |
|            |       |           |       |                   |       |       |       |       |   |        |      |        |      |
| 02.06.2001 | 15:30 | Niemcy    | 1:3   | Holandia          | 19:25 | 25:16 | 23:25 | 21:25 |   | 88:91  | 1:41 | 3806   | opis |
| 03.06.2001 | 11:00 | Niemcy    | 1:3   | Holandia          | 17:25 | 25:23 | 21:25 | 28:30 |   | 91:103 | 1:45 | 2970   | opis |

| 5. KOLEJKA |
| ---------- |

Miejsce spotkań: Ginásio Paulo Sarasate, Fortaleza / Broadmoor World Arena, Colorado Springs
| Data       | Godz. | Drużyna 1         | Wynik | Drużyna 2 | 1     | 2     | 3     | 4     | 5     | Razem   | Czas | Widzów | *    |
| ---------- | ----- | ----------------- | ----- | --------- | ----- | ----- | ----- | ----- | ----- | ------- | ---- | ------ | ---- |
| 09.06.2001 | 9:00  | Brazylia          | 3:0   | Holandia  | 25:20 | 25:18 | 25:23 |       |       | 75:61   | 1:15 | 9000   | opis |
| 10.06.2001 | 9:45  | Brazylia          | 3:2   | Holandia  | 21:25 | 25:16 | 25:21 | 22:25 | 15:10 | 108:97  | 2:10 | 9000   | opis |
|            |       |                   |       |           |       |       |       |       |       |         |      |        |      |
| 09.06.2001 | 19:00 | Stany Zjednoczone | 3:2   | Niemcy    | 25:20 | 25:23 | 23:25 | 22:25 | 15:12 | 110:105 | 2:04 | 1800   | opis |
| 10.06.2001 | 19:00 | Stany Zjednoczone | 3:0   | Niemcy    | 32:30 | 25:15 | 25:16 |       |       | 82:61   | 1:18 | 2000   | opis |

| 6. KOLEJKA |
| ---------- |

Miejsce spotkań: Sporthallen Zuid, Amsterdam / Ginásio de Esportes Geraldo Magalhães, Recife
| Data       | Godz. | Drużyna 1 | Wynik | Drużyna 2         | 1     | 2     | 3     | 4     | 5 | Razem | Czas | Widzów | * |
| ---------- | ----- | --------- | ----- | ----------------- | ----- | ----- | ----- | ----- | - | ----- | ---- | ------ | - |
| 15.06.2001 | 20:00 | Holandia  | 3:1   | Stany Zjednoczone | 25:23 | 25:18 | 21:25 | 25:19 |   | 96:85 | 1:38 | 2920   |   |
| 17.06.2001 | 14:30 | Holandia  | 3:0   | Stany Zjednoczone | 25:17 | 29:27 | 25:17 |       |   | 79:61 | 1:16 | 4100   |   |
|            |       |           |       |                   |       |       |       |       |   |       |      |        |   |
| 16.06.2001 | 9:00  | Brazylia  | 3:0   | Niemcy            | 25:18 | 26:24 | 25:21 |       |   | 76:63 | 1:20 | 15500  |   |
| 17.06.2001 | 10:00 | Brazylia  | 3:1   | Niemcy            | 25:7  | 25:19 | 19:25 | 25:13 |   | 94:64 | 1:43 | 15500  |   |

## Turniej finałowy
- Miejsce turnieju:  Polska – Spodek, Katowice
- Wszystkie godziny według strefy czasowej UTC+02:00.

### Rozgrywki grupowe

#### Grupa E
Tabela
| Lp. | Drużyna    | Pkt | Mecze | Mecze | Mecze | Sety | Sety | Sety  | Małe punkty | Małe punkty | Małe punkty |
| Lp. | Drużyna    | Pkt | M     | W     | P     | wyg. | prz. | ratio | zdob.       | str.        | ratio       |
| --- | ---------- | --- | ----- | ----- | ----- | ---- | ---- | ----- | ----------- | ----------- | ----------- |
| 1   | Brazylia   | 6   | 3     | 3     | 0     | 9    | 3    | 3.000 | 293         | 245         | 1.196       |
| 2   | Jugosławia | 4   | 3     | 1     | 2     | 6    | 6    | 1.000 | 273         | 270         | 1.011       |
| 3   | Francja    | 4   | 3     | 1     | 2     | 6    | 8    | 0.750 | 304         | 321         | 0.947       |
| 4   | Polska     | 4   | 3     | 1     | 2     | 4    | 8    | 0.500 | 252         | 286         | 0.881       |

Źródło: fivb.org
Punktacja: zwycięstwo – 2 pkt; porażka – 1 pkt
Zasady ustalania kolejności: 1. liczba punktów; 2. stosunek setów; 3. stosunek małych punktów; 4. bilans w bezpośrednich meczach
     Awans do turnieju finałowego
Wyniki spotkań
| Data       | Godz. | Drużyna 1  | Wynik | Drużyna 2  | 1     | 2     | 3     | 4     | 5     | Razem   | Czas | Widzów | *    |
| ---------- | ----- | ---------- | ----- | ---------- | ----- | ----- | ----- | ----- | ----- | ------- | ---- | ------ | ---- |
| 25.06.2001 | 13:21 | Jugosławia | 2:3   | Francja    | 25:18 | 31:33 | 26:28 | 25:21 | 11:15 | 118:115 | 2:03 | 3450   | opis |
| 25.06.2001 | 20:18 | Polska     | 1:3   | Brazylia   | 26:24 | 15:25 | 26:28 | 18:25 |       | 85:102  | 1:58 | 11500  | opis |
|            |       |            |       |            |       |       |       |       |       |         |      |        |      |
| 26.06.2001 | 17:34 | Polska     | 3:2   | Francja    | 21:25 | 25:22 | 19:25 | 26:24 | 15:13 | 106:109 | 2:09 | 10100  | opis |
| 26.06.2001 | 20:20 | Jugosławia | 1:3   | Brazylia   | 25:19 | 15:25 | 19:25 | 21:25 |       | 80:94   | 1:32 | 6090   | opis |
|            |       |            |       |            |       |       |       |       |       |         |      |        |      |
| 27.06.2001 | 17:30 | Polska     | 0:3   | Jugosławia | 22:25 | 22:25 | 17:25 |       |       | 61:75   | 1:24 | 12100  | opis |
| 27.06.2001 | 20:05 | Brazylia   | 3:1   | Francja    | 25:20 | 25:13 | 22:25 | 25:22 |       | 97:80   | 1:40 | 6800   | opis |

#### Grupa F
Tabela
| Lp. | Drużyna  | Pkt | Mecze | Mecze | Mecze | Sety | Sety | Sety  | Małe punkty | Małe punkty | Małe punkty |
| Lp. | Drużyna  | Pkt | M     | W     | P     | wyg. | prz. | ratio | zdob.       | str.        | ratio       |
| --- | -------- | --- | ----- | ----- | ----- | ---- | ---- | ----- | ----------- | ----------- | ----------- |
| 1   | Włochy   | 5   | 3     | 2     | 1     | 8    | 4    | 2.000 | 285         | 252         | 1.131       |
| 2   | Rosja    | 5   | 3     | 2     | 1     | 8    | 6    | 1.333 | 312         | 308         | 1.013       |
| 3   | Kuba     | 5   | 3     | 2     | 1     | 6    | 6    | 1.000 | 270         | 275         | 0.982       |
| 4   | Holandia | 3   | 3     | 0     | 3     | 3    | 9    | 0.333 | 255         | 287         | 0.889       |

Źródło: fivb.org
Punktacja: zwycięstwo – 2 pkt; porażka – 1 pkt
Zasady ustalania kolejności: 1. liczba punktów; 2. stosunek setów; 3. stosunek małych punktów; 4. bilans w bezpośrednich meczach
     Awans do turnieju finałowego
Wyniki spotkań
| Data       | Godz. | Drużyna 1 | Wynik | Drużyna 2 | 1     | 2     | 3     | 4     | 5     | Razem   | Czas | Widzów | *    |
| ---------- | ----- | --------- | ----- | --------- | ----- | ----- | ----- | ----- | ----- | ------- | ---- | ------ | ---- |
| 25.06.2001 | 11:03 | Holandia  | 1:3   | Kuba      | 20:25 | 18:25 | 26:24 | 25:27 |       | 89:101  | 1:41 | 3200   | opis |
| 25.06.2001 | 17:37 | Włochy    | 2:3   | Rosja     | 26:24 | 26:28 | 24:26 | 25:18 | 13:15 | 114:111 | 2:01 | 8800   | opis |
|            |       |           |       |           |       |       |       |       |       |         |      |        |      |
| 26.06.2001 | 11:01 | Włochy    | 3:1   | Holandia  | 21:25 | 25:16 | 25:21 | 25:19 |       | 96:81   | 1:33 | 3400   | opis |
| 26.06.2001 | 13:05 | Rosja     | 2:3   | Kuba      | 27:29 | 25:18 | 21:25 | 25:22 | 13:15 | 111:109 | 2:05 | 4870   | opis |
|            |       |           |       |           |       |       |       |       |       |         |      |        |      |
| 27.06.2001 | 11:00 | Rosja     | 3:1   | Holandia  | 25:23 | 25:19 | 15:25 | 25:18 |       | 90:85   | 1:33 | 4150   | opis |
| 27.06.2001 | 13:00 | Kuba      | 0:3   | Włochy    | 21:25 | 17:25 | 22:25 |       |       | 60:75   | 1:10 | 5250   | opis |

### Półfinały
| Data       | Godz. | Drużyna 1  | Wynik | Drużyna 2 | 1     | 2     | 3     | 4     | 5     | Razem   | Czas | Widzów | *    |
| ---------- | ----- | ---------- | ----- | --------- | ----- | ----- | ----- | ----- | ----- | ------- | ---- | ------ | ---- |
| 29.06.2001 | 17:31 | Jugosławia | 2:3   | Włochy    | 25:22 | 25:19 | 22:25 | 22:25 | 12:15 | 106:106 | 1:56 | 5270   | opis |
| 29.06.2001 | 20:05 | Brazylia   | 3:2   | Rosja     | 25:19 | 25:19 | 24:26 | 23:25 | 20:18 | 117:107 | 2:13 | 5300   | opis |

### Mecz o 3. miejsce
| Data       | Godz. | Drużyna 1  | Wynik | Drużyna 2 | 1     | 2     | 3     | 4 | 5 | Razem | Czas | Widzów | *    |
| ---------- | ----- | ---------- | ----- | --------- | ----- | ----- | ----- | - | - | ----- | ---- | ------ | ---- |
| 30.06.2001 | 14:00 | Jugosławia | 0:3   | Rosja     | 20:25 | 20:25 | 23:25 |   |   | 63:75 | 1:08 | 6850   | opis |

### Finał
| Data       | Godz. | Drużyna 1 | Wynik | Drużyna 2 | 1     | 2     | 3     | 4 | 5 | Razem | Czas | Widzów | *    |
| ---------- | ----- | --------- | ----- | --------- | ----- | ----- | ----- | - | - | ----- | ---- | ------ | ---- |
| 30.06.2001 | 17:32 | Włochy    | 0:3   | Brazylia  | 15:25 | 22:25 | 19:25 |   |   | 56:75 | 1:21 | 10100  | opis |

## Klasyfikacja końcowa
| Miejsce | Reprezentacja     |
| ------- | ----------------- |
| złoto   | Brazylia          |
| srebro  | Włochy            |
| brąz    | Rosja             |
| 4       | Jugosławia        |
| 5       | Kuba              |
| 5       | Francja           |
| 7       | Holandia          |
| 7       | Polska            |
| 9       | Grecja            |
| 9       | Japonia           |
| 9       | Hiszpania         |
| 9       | Stany Zjednoczone |
| 13      | Argentyna         |
| 13      | Niemcy            |
| 13      | Portugalia        |
| 13      | Wenezuela         |

## Nagrody indywidualne
| Najlepszy punktujący  | Ivan Miljković    |
| Najlepszy atakujący   | André Nascimento  |
| Najlepszy blokujący   | Gustavo Endres    |
| Najlepszy zagrywający | Luigi Mastrangelo |

Dodatkowo najwyżej w klasyfikacji przyjmujących znalazł się Brazylijczyk Sérgio Dutra Santos, rozgrywających - Brazylijczyk Maurício Lima, natomiast broniących - Kubańczyk Ihosvany Chambers. W tych kategoriach nie przyznawano jednak nagród indywidualnych ani pieniężnych.

## Nagrody pieniężne
Łączna pula nagród w Lidze Światowej 2001 wyniosła 15 milionów USD, tj. o pięć milionów więcej niż w 2000 roku.
W fazie interkontynentalnej za zwycięstwo drużyna otrzymywała po 400 USD na zawodnika (a więc w sumie 4800 USD na cały zespół), natomiast za porażkę po 150 USD na zawodnika (1800 USD na cały zespół). Zwycięzcy poszczególnych grup dostali po 780 000 USD, reprezentacje, które zajęły niższe miejsca odpowiednio mniej.
W turnieju finałowym nagrody zależały od zajętego przez daną reprezentację miejsca w klasyfikacji końcowej. Zwycięzca otrzymał 500 000 USD.
| Zwycięstwo | 400 USD każdy zawodnik (razem 4800 USD drużyna) |
| Porażka    | 150 USD każdy zawodnik (razem 1800 USD drużyna) |
| Razem      | 633 600 USD (6600 USD na mecz)                  |

| Miejsce w grupie | Nagroda       | Pula nagród    |
| ---------------- | ------------- | -------------- |
| 1. miejsce       | 780 000 USD   | 3 120 000 USD  |
| 2. miejsce       | 770 000 USD   | 3 080 000 USD  |
| 3. miejsce       | 765 000 USD   | 3 060 000 USD  |
| 4. miejsce       | 760 000 USD   | 3 040 000 USD  |
| Razem            | 3 075 000 USD | 12 300 000 USD |

| Miejsce    | Nagroda       |
| ---------- | ------------- |
| 1. miejsce | 500 000 USD   |
| 2. miejsce | 300 000 USD   |
| 3. miejsce | 200 000 USD   |
| 4. miejsce | 120 000 USD   |
| 5. miejsce | 60 000 USD    |
| 6. miejsce | 40 000 USD    |
| Razem      | 1 220 000 USD |

| Nagroda indywidualna  | Nagroda    |
| --------------------- | ---------- |
| Najlepszy punktujący  | 7 300 USD  |
| Najlepszy atakujący   | 4 500 USD  |
| Najlepszy blokujący   | 4 500 USD  |
| Najlepszy zagrywający | 4 500 USD  |
| Razem                 | 20 800 USD |